# Урсуляк, Дарья Сергеевна
Да́рья Серге́евна Урсуля́к (род. 2 апреля 1989, Москва, СССР) — российская актриса театра и кино.

## Биография
Родилась в Москве 2 апреля 1989 года в семье кинорежиссёра Сергея Урсуляка и актрисы Лики Нифонтовой. У неё есть единокровная сестра (от первого брака отца) — актриса Александра (род. 1983).
В 2006—2010 годах училась на историко-филологическом факультете Российского государственного гуманитарного университета (РГГУ).
В 2010 поступила, а в 2014 году окончила Театральный институт имени Бориса Щукина (художественный руководитель курса — В. В. Иванов). Будучи студенткой, дебютировала в роли Машеньки в спектакле Государственного академического театра имени Е. Вахтангова «Окаёмовы дни» (по мотивам пьесы «Машенька» советского драматурга Александра Афиногенова) режиссёра Родиона Овчинникова.
С 2013 года служит в театре «Сатирикон» имени Аркадия Райкина, где задействована в нескольких спектаклях.

## Личная жизнь
- Была замужем за актёром Константином Белошапкой,
  - в 2016 году родилась дочь Ульяна.

## Призы и награды
- 2021 — III конкурс «ТЭФИ-Летопись Победы» — Приз «Лучшая актриса телефильма/сериала», за роль в фильме «Солдатик»[4].

## Роли в театре
Театр имени Е. Б. Вахтангова
- 2013 — «Окаёмовы дни» по мотивам пьесы «Машенька» советского драматурга Александра Афиногенова (режиссёр — Родион Овчинников) — Машенька, внучка Петра Михайловича Окаёмова[1][3][5].

Театр «Сатирикон» имени Аркадия Райкина
В театре «Сатирикон» Дарья Урсуляк служит с 2013 года. Играет в следующих спектаклях:
- 2013 — «Ромео и Джульетта» Уильяма Шекспира (режиссёр — Константин Райкин) — Джульетта, дочь Капулетти[6].
- 2013 — «Чайка» по пьесе Антона Чехова (режиссёр — Юрий Бутусов) — Маша, дочь Ильи Афанасьевича Шамраева / Нина Михайловна Заречная, молодая девушка, дочь богатого помещика[7].
- 2014 — «Game over» по пьесе «Жестокие игры» Алексея Арбузова (режиссёр — Елена Бутенко-Райкина) — Неля, прибывшая в Москву[8].
- 2014 — «Однорукий из Спокана» по пьесе («A Behanding in Spokane») Мартина Макдонаха (режиссёр — Константин Райкин) — Мерилин[9].
- 2015 — «Человек из ресторана» по одноимённой повести Ивана Шмелёва (режиссёр — Егор Перегудов) — Наташа, дочь Скороходова (человека из ресторана)[10]
- 2016 — Принцесса Ивонна — Театр наций

## Фильмография
- 1998 — Сочинение ко Дню Победы — праправнучка Сони и Саши
- 2014 — Грешник — Юлия Никитина, дочь Павла
- 2014 — Музаика (фильм-спектакль) —
- 2014 — Неслучайная встреча — Елизавета, сестра Маргариты
- 2014 — Чудотворец — Алина Волина
- 2015 — Тихий Дон — Наталья Коршунова (затем — Мелехова), законная жена Григория Мелехова[11][12][13]
- 2016 — Сдаётся дом со всеми неудобствами — Наталья, жена Бориса
- 2017 — Безопасность — Вера, дочь Царёва
- 2018 — Солдатик — Катя, медсестра
- 2018 — Гурзуф — Регина Морозова
- 2019 — Годунов — Ксения Годунова
- 2019 — Дылды — Ирина Константиновна Шевченко
- 2019 — Формула мести — Аглая
- 2020 — Мир! Дружба! Жвачка! — Таня
- 2020 — Закрытый сезон — Катя
- 2020 — Подольские курсанты — Лиза Алёшкина
- 2021 — Сын — Александра
- 2021 — Кто-нибудь видел мою девчонку? — Катя
- 2021 — Дылды-2 — Ирина Константиновна Шевченко
- 2021 — Немцы — Ульяна Ленина
- 2021 — Ваша честь — Дина Минаева
- 2021 — Знахарь. Одержимость — Наталья
- 2021 — Бег улиток — Марина Самойлова
- 2022 — Никто не узнает — Ольга
- 2022 — Дылды-3 — Ирина Константиновна Шевченко
- 2022 — Художник — Светлана Акимова, библиотекарь
- 2022 — Неукротимая Неупокоева — Зоя Неупокоева
- 2023 — Новогодний шеф — Лиза, мама Даши
- 2024 — ГДР — Светлана Нечаева, аналитик КГБ
- 2024 — Адмирал Кузнецов — Вера Павловна Кузнецова